# 2005년 동계 스페셜 올림픽
제8회 동계 스페셜 올림픽 세계 대회는 2005년 2월 26일부터 3월 4일까지 일본 나가노에서 열린 스페셜 올림픽이다.

## 같이 보기
- 1998년 동계 올림픽
- 1998년 동계 패럴림픽